# Караван-сарай Мешади Шукюра Мирсияб оглы
Караван-сарай Мешади Шукюра Мирсияб оглы (азерб. Məşədi Şükür Mirsiyab oğlunun karvansarayı) или Двухэтажный караван-сарай (азерб. İkimərtəbəli karvansaray)  — караван-сарай в городе Шуша, в Азербайджане.
Распоряжением Кабинета министров Азербайджанской Республики от 2 августа 2001 года караван-сарай взят под охрану государства как архитектурный памятник истории и культуры национального значения (инв № 346).

## История
Караван-сарай был построен в 80-е годы XIX века, предположительно на месте снесённого караван-сарая Гаджи Амираслана.

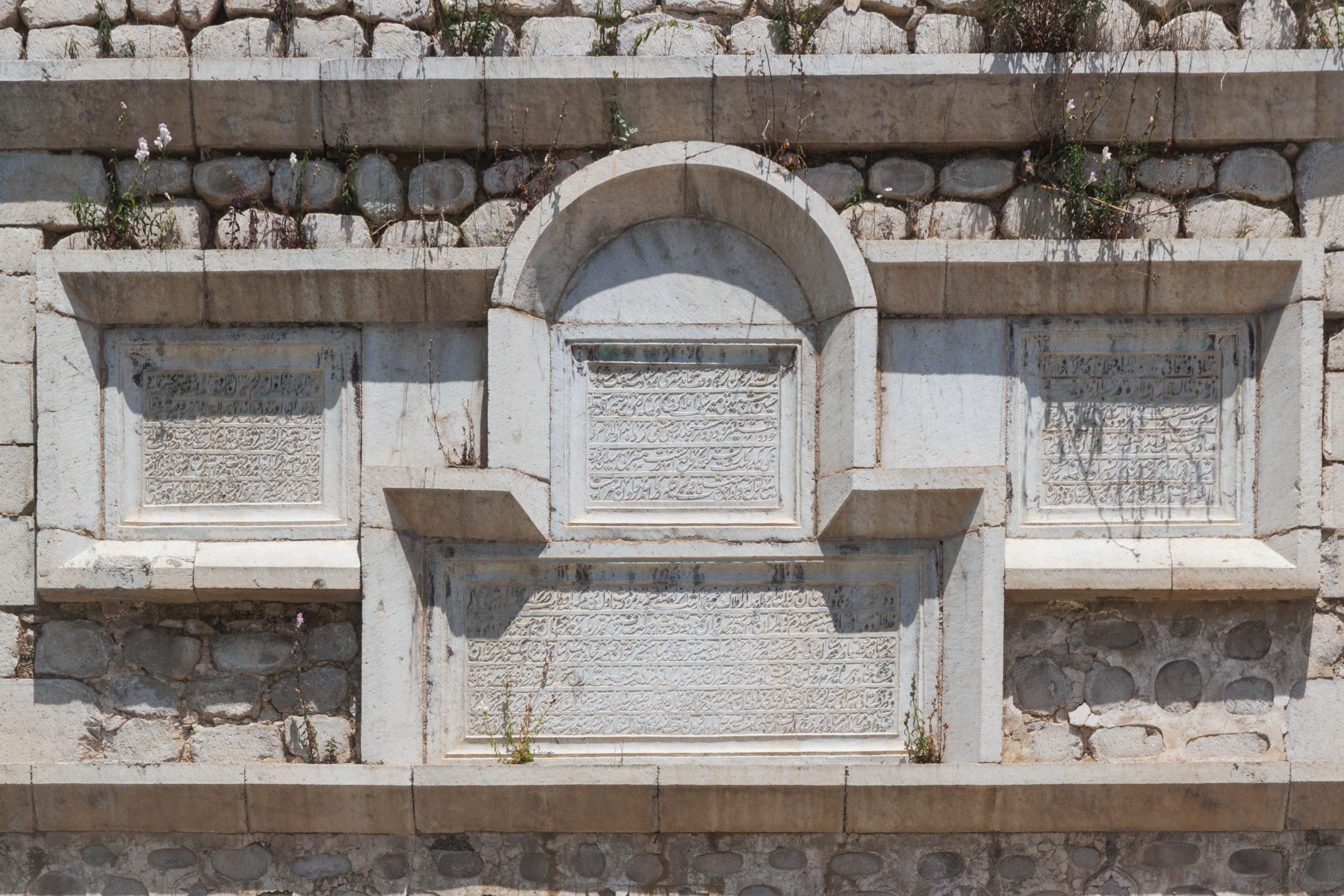
Надпись на фасаде памятника

Фиридун Шушинский в своём произведении, посвящённом историческим и культурным памятникам Шуши, пишет:
В конце XIX века в Шуше действовало десять караван-сараев. Среди них выделялись караван-сараи Гаджи Аббаса, Гатырчы Мурада, Мирсияб оглу, а также Шейтан базар и Ханлыг Мухтар. Однако лучшим караван-сараем города был караван-сарай Мешади Шукура Мирсияб оглу. Это величественное здание было построено в 80-е годы XIX века. Архитектурный ансамбль здания волей-неволей привлекает внимание.
В советские годы караван-сарай был переконструирован, и использовался в торговых целях.

## Описание

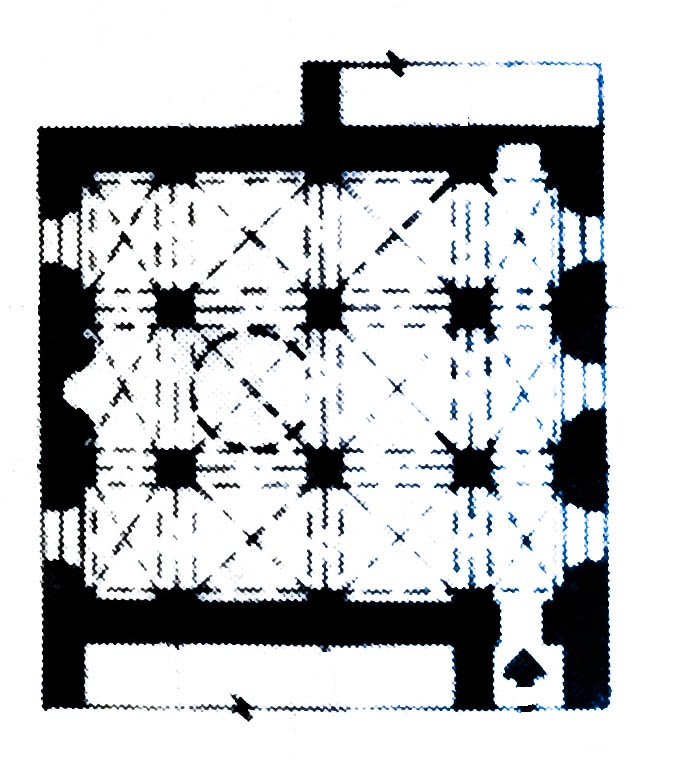
План мечети караван-сарая

Караван-сарай имеет 2 этажа. На втором этаже здания располагалось 25 комнат для купцов и путешественников, остальную часть занимали купеческие конторы и торговые лавки. В мастерских караван-сарая постояльцам предлагались услуги парикмахера, сапожника, портного и т.д.

### Мечеть
На втором этаже, в угловой части здания была оборудована гостевая мечеть. Здесь, как и во многих других шушинских мечетях, имелся трёхнефный молитвенный зал, перекрытый стрельчатыми сводами, опирающимися на восьмигранные каменные колонны. Стены и 7-гранная стрельчатая ниша михраба были украшены лепными узорами.